# Amrit
Amrit (en árabe: عمريت‎), el clásico Maratos (en griego antiguo Μάραθος, Marathos ), era un puerto fenicio ubicado cerca de la actual Tartús en Siria. Fundada en el tercer milenio a. C., Marat (púnico, MRT ) era la ciudad importante más septentrional de la antigua Fenicia y rival de la cercana Arwad. Durante el siglo II a. C., Amrit fue derrotado y su sitio en gran parte abandonado, dejando sus ruinas bien conservadas y sin una extensa remodelación por posteriores generaciones.

## Historia
La ciudad se encuentra en la costa mediterránea alrededor de 6 km (3,7 mi) al sur de la actual Tartús. Dos ríos atraviesan la ciudad: Nahr Amrit, cerca del templo principal, y Nahr al-Kuble, cerca del templo secundario, hecho que podría estar relacionado con la importancia del agua en las tradiciones religiosas de Amrit. La ciudad probablemente fue fundada por los arvaditas, y sirvió como su base continental. Se convirtió en una de las ciudades más ricas del dominio de Arwad. La ciudad se rindió, junto con Arwad, a Alejandro Magno en el 333 a. C. Durante la época seléucida, la ciudad, conocida como Maratos, era probablemente más grande y próspera que Arwad. En el 219 a. C. Amrit se independizó de Arwad y más tarde fue saqueada por las fuerzas de esta última ciudad en el 148 a. C.

## Excavaciones
Las excavaciones del sitio comenzaron principalmente en 1860 por Ernest Renan. Las excavaciones fueron realizadas nuevamente en 1954 por el arqueólogo francés Maurice Dunand. Los hallazgos de cerámica en Amrit indicaron que el sitio había estado habitado ya en el tercer milenio antes de Cristo. También se excavaron "tumbas silo " de la Edad del Bronce Medio y Tardío, con contenidos que iban desde armas hasta restos humanos originales. Las excavaciones en la necrópolis al sur de la ciudad arrojaron varias estructuras de tumbas. El arte funerario que se encuentra en algunas tumbas con torres piramidales o cúbicas se considera uno de los monumentos funerarios más notables del mundo fenicio. Las excavaciones también descubrieron el antiguo puerto de la ciudad y un estadio en forma de U que data de los siglos IV y III a. C. y mide alrededor de 230 m (754,6 pies) de longitud.

### Templos
Una de las excavaciones más importantes en Amrit fue el templo fenicio, comúnmente conocido como ma'abed, dedicado al dios Melkart de Tiro y Eshmún. El templo de columnas, excavado entre 1955 y 1957, consta de un gran patio excavado en la roca de 47 por 49 metros y más de 3 metros de profundidad, rodeado por un pórtico cubierto. En el centro del patio se alza un naos bien preservado en forma de cubo. El patio al aire libre se llenaba con las aguas de un manantial local tradicionalmente sagrado, una característica única de este sitio. El templo, que data de finales del siglo IV a. C., un período posterior a la expansión persa en Siria, muestra una gran influencia aqueménida en su diseño y decoración. Según el arqueólogo holandés Peter Akkermans, el templo es la estructura monumental mejor conservada de la patria fenicia.
Un segundo templo, descrito por los visitantes del sitio en 1743 y 1860 y que se cree que había desaparecido, fue descubierto más tarde por una misión arqueológica siria cerca del manantial de Nahr al-Kuble.

### Estadio

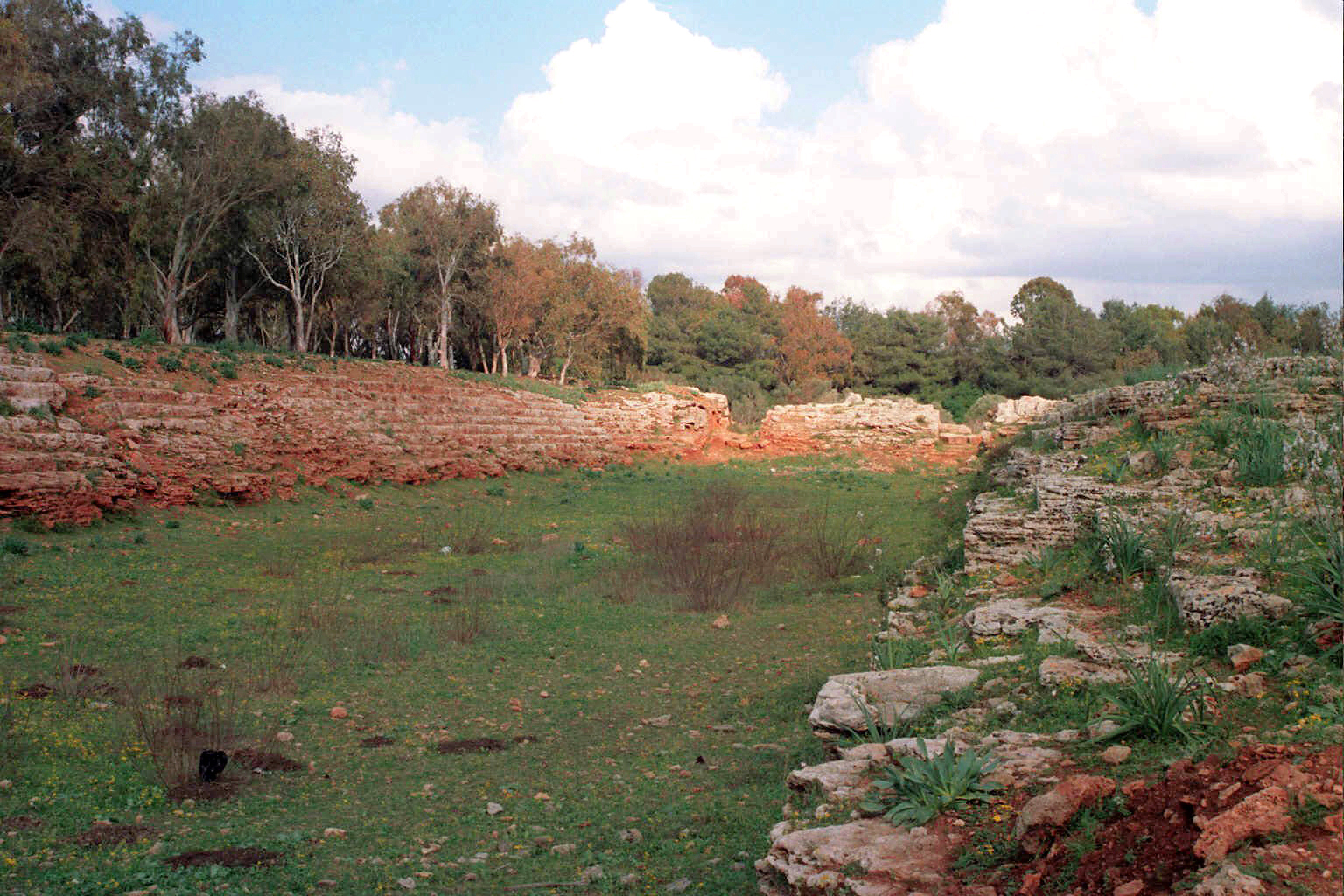
El estadio fenicio preolímpico al norte de Amrit.

Aproximadamente 200 m al noreste de los templos principales de la antigua Maratos y 180 m al norte del tell de Amrit se encuentran los restos de un estadio fenicio tallado en la roca. Está separada de los otros dos sitios arqueológicos por Nahr al-Amrit y un sitio llamado por los lugareños al-Meqla' (la cantera). El estadio de Amrit fue descrito por primera vez en 1745 por Richard Pococke en la Parte 2 de su libro, Una descripción de Oriente y algunos otros países, como el sitio donde se celebraba un antiguo circo. Ernest Renan lo examinó en 1860 y lo analizó en su libro Mission de Phénicie, llegando a la conclusión de que el complejo no era romano en su totalidad y que el estadio era indudablemente fenicio. El estadio mide aproximadamente 225 a 230 metros de largo y 30 a 40 metros de ancho, tiene dimensiones similares al estadio de Olimpia en Grecia (213 × 31/32 metros). Se han conservado parcialmente siete filas de asientos. El estadio estaba abierto hacia el oeste y tenía dos entradas en el lado este entre los asientos. Además, había un túnel hacia el interior. El estadio está ubicado aproximadamente en ángulo recto con el templo principal de Amrit, el Maabed. Los templos al norte y al oeste tienen lados abiertos o el estadio forma una intersección común. Se cree que en el estadio de Amrit ocurrían competiciones sagradas donde se llevaban a cabo los juegos fúnebres. Labib Boutros, exdirector deportivo de la Universidad Americana de Beirut ha realizado estudios sobre el estadio y ha sugerido que su construcción puede remontarse hasta el 1500 a. C., diciendo que el estadio Amrit estaba dedicado a la práctica de deportes en Fenicia varios siglos antes de los Juegos Olímpicos.

### Necrópolis

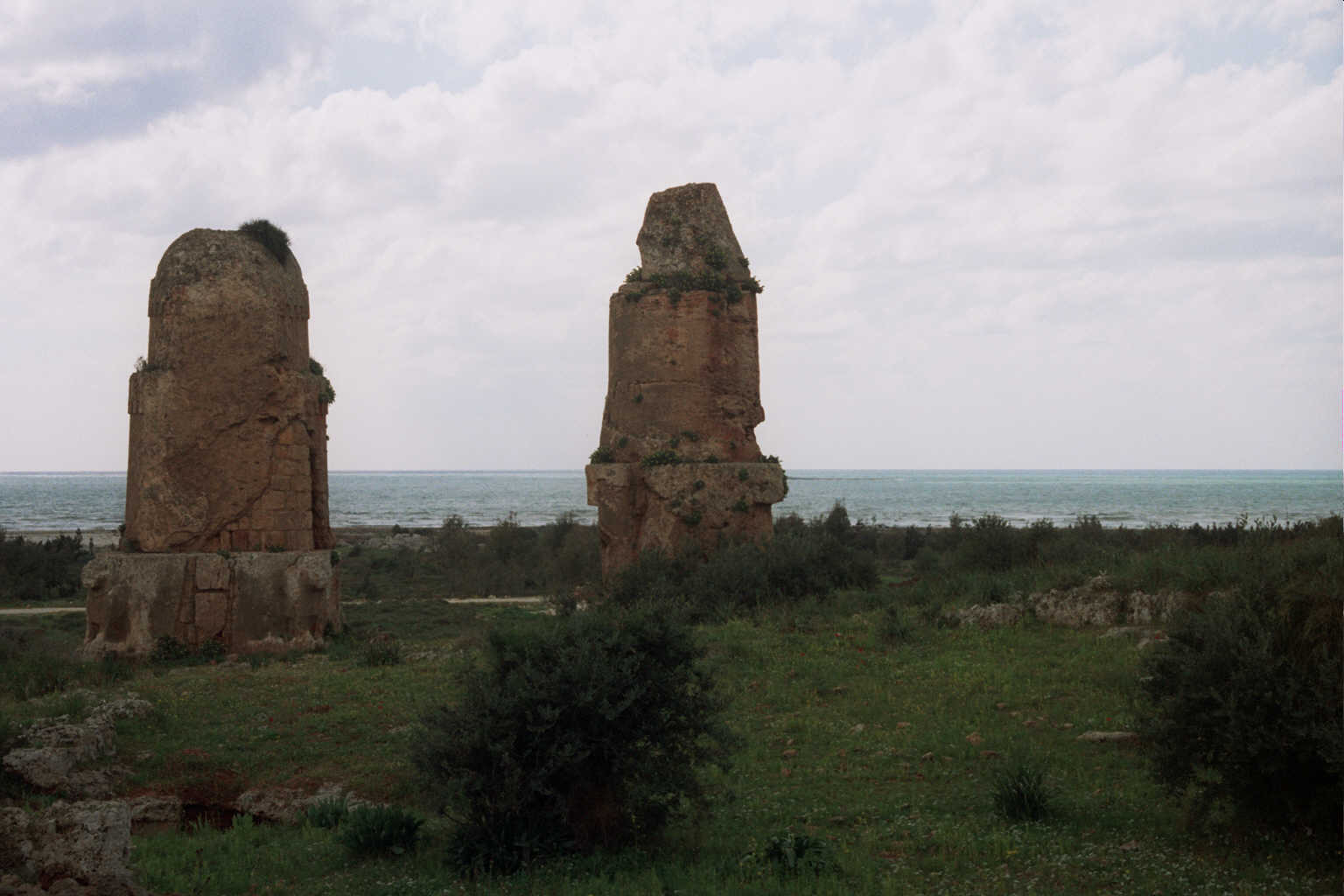
Torres funerarias en Amrit llamadas "al Maghazil"

La necrópolis en el sur de Amrit consta de cámaras funerarias subterráneas y dos torres funerarias distintivas llamadas por los lugareños "al Maghazil" que se levantan hasta 7,5 metros de altura. La torre más grande se compone de una base de piedra cuadrada con un bloque cilíndrico ahusado ligeramente hacia arriba con un diámetro de base de 3,7 m, elevándose a una pirámide como terminación superior, que está muy dañada. El segundo está aproximadamente a 12 metros al sureste y unos 7 m de altura. En su base hay tres partes cilíndricas cuyos diámetros disminuyen y terminan en una cúpula. En el cilindro inferior, en las esquinas de las placas base cuadradas, cuatro leones decoran el edificio, que puede que no haya sido terminado. Las excavaciones de las cámaras funerarias al este de las torres han descubierto hallazgos que datan del siglo V a. C. Se encontraron sarcófagos lisos de arcilla y piedra caliza dispuestos en forma de casete dentro de las cámaras. Otras tumbas se encuentran al sur de Nahr al-Qubli, la "al-Burǧ Bazzāq" o torre de gusano, una estructura fenomenal que originalmente tenía 19,50 metros de altura y el hipogeo "Ḥaǧar al-Ḥublā" con tres cámaras funerarias, que todavía se usaban en la época romana.

## Conservación
Amrit se incluyó en las listas de vigilancia de sitios arqueológicos en peligro del Fondo Mundial de Monumentos en 2004 y 2006. El Fondo llamó la atención sobre el rápido deterioro del sitio debido al vandalismo y al desarrollo invasivo. En 2006 se organizó un taller de tres días con la participación de la UNESCO, la Dirección General de Antigüedades y Museos de Siria y los administradores locales responsables de los sitios de Amrit, Tartús y Arwad.

## Galería

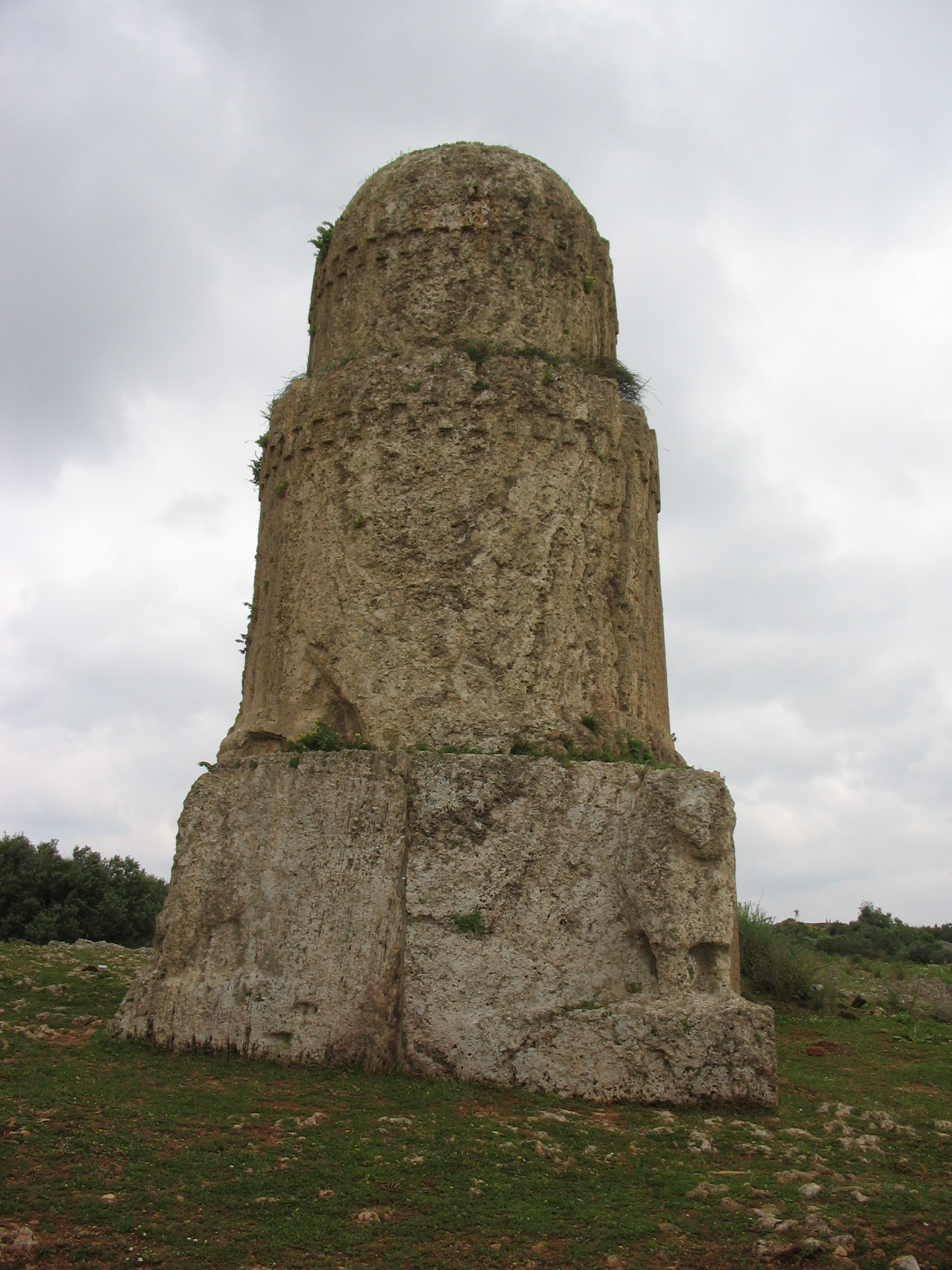
Tumba de Meghazil, Amrit en 2006
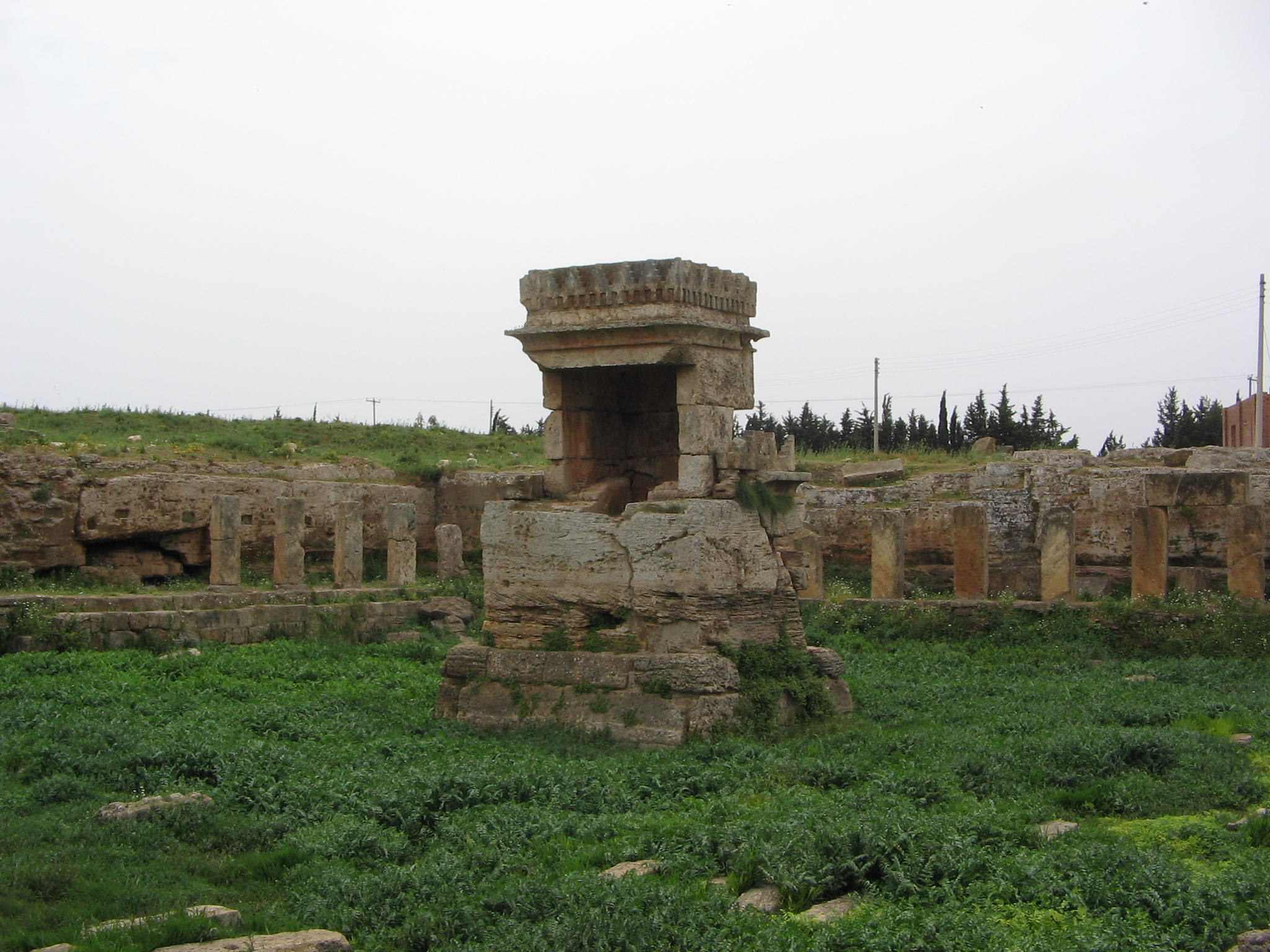
Templo fenicio (Ma'abed), cella en el centro de la corte, Amrit en 2006
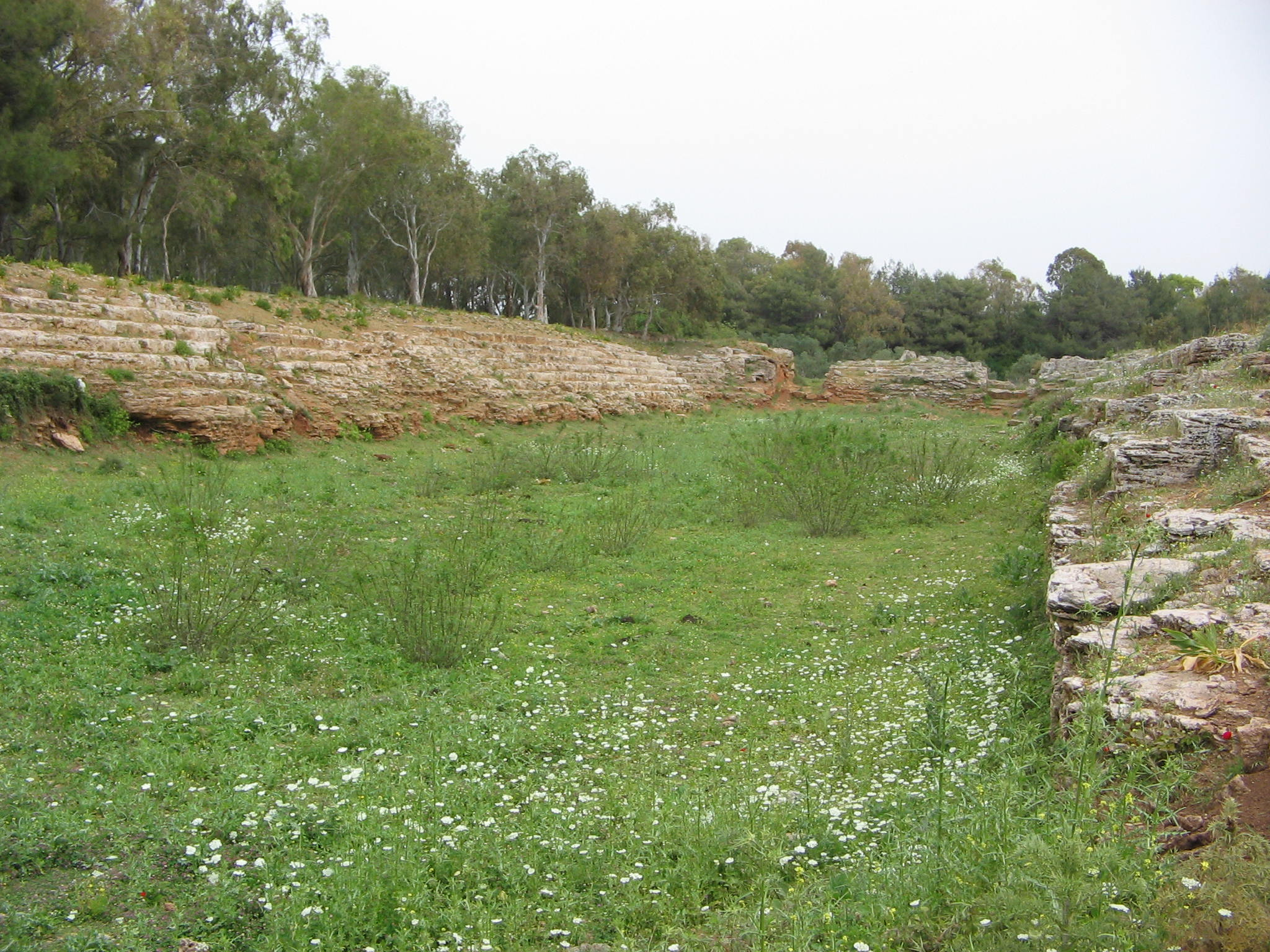
Estadio Fenicio, Amrit en 2006